# Марьина (Липецкая область)
Ма́рьина — деревня Большебоевского сельского поселения Долгоруковского района Липецкой области.

## География
Марьина находится в северо-восточной части Долгоруковского района, в 15 км к северо-востоку от села Долгоруково. Располагается на берегах запруды в истоке небольшого пересыхающего ручья.

## История
Марьина известна уже в середине XIX века. Название по фамилии «Марьин».
В «Списках населённых мест» Орловской губернии 1866 года упоминается как «деревня владельческая Марьино (Сидорова, Дуброва) при колодцах, 14 дворов, 136 жителей».
В 1905 году отмечается как одно из селений в приходе Никольской церкви села Большая Боёвка.
По переписи населения СССР 1926 года в Марьиной 38 дворов, 145 жителей. В 1932 году — 274 жителя.
С 1928 года в составе вновь образованного Долгоруковского района Елецкого округа Центрально-Чернозёмной области. После разделения ЦЧО в 1934 году Долгоруковский район вошёл в состав Воронежской, в 1935 — Курской, а в 1939 году — Орловской области. С 6 января 1954 года в составе Долгоруковского района Липецкой области.

## Население
| 2010 |
| ---- |
| 29   |

## Транспорт
Марьина связана грунтовыми дорогами с деревнями Михайловка и Жемчужникова, селом Большая Боёвка.
В 3 км к западу находится железнодорожная станция Плоты (линия Елец – Валуйки ЮВЖД).